# 塔亚河畔瓦尔德基兴
塔亚河畔瓦尔德基兴是奥地利下奥地利州塔亚河畔魏德霍芬县的一个市镇。总面积42.72平方公里，总人口606人，人口密度14.2人/平方公里（2005年）。